# Богатство (роман)
«Богатство» — исторический роман известного советского писателя Валентина Пикуля о дореволюционной жизни на Камчатке. Интервал времени, охватывающий основные события романа, падает на 1903—1905 годы, включая предвоенные посягательства японцев на Камчатку и собственно Русско-японскую войну.
Впервые опубликован в Ленинградском издательстве «Советский писатель» в 1978 году.
Авторское посвящение: «Памяти профессора Михаила Алексеевича Сергеева, старейшего историка русского Севера…»

## Сюжет
Основная интрига романа — противостояние немногих прогрессивных чиновников-патриотов России жажде наживы на богатствах Дальнего востока, исходящей от алчного, жуликоватого и беспринципного купечества, вовлекающего в свои аферы коррумпированных чиновников и одновременно спаивающее местные малые народы. Побочная, но не менее важная линия — компрадорский аспект этих злоупотреблений, доводящий некоторых высокопоставленных чиновников и представителей крупного торгового капитала до прямого предательства национальных интересов страны, вплоть до закулисного сотрудничества с противником.
Главный герой, представитель такой прогрессивной интеллигенции, чиновник и журналист Андрей Петрович Соломин — не вымышленное лицо, как и его основные деяния на Камчатке, описание которых Пикуль положил в основу наиболее красочных сюжетов романа. В этой части историческим источником для писателя послужили труды Антона Петровича Сильницкого — чиновника по особым поручениям в аппарате Приамурского генерал-губернаторства.

### Часть первая. Расточители.
Камчатка, март 1903 года. Охотник Сашка Исполатов привёз в Петропавловск-Камчатский пушнину и сдал её на казённый склад. В городе ходят слухи, что его сожительница Марьяна изменяет ему с почтальоном. Навестив колонию прокажённых, с которыми Исполатов в хороших отношениях, он возвращается домой и застаёт свою сожительницу с почтальоном и застреливает обоих.
Хабаровск. В то же время приамурский генерал-губернатор предлагает редактору газеты «Приамурские ведомости» Андрею Петровичу Соломину стать начальником Петропавловского округа, занимающего весь полуостров Камчатка. Тот соглашается и отбывает во Владивосток, откуда на судне «Сунгари» направляется на Камчатку. Прибыв на место назначения, Соломин живо берется за наведение порядка: благодаря ему честно проводится меховой аукцион, отчего доход казны прибавляется, и канонерка «Манчжур» арестовывает японских браконьеров, ловящих лосося во время нереста. Однако его деятельность не понравилась продажным чиновникам, и его решают сместить с занимаемого поста. Но корабль, обязанный забрать его во Владивосток, не прибывает, и он ещё на целую зиму остаётся главой Камчатки. После того как Соломин собрал ясак с инородцев без местных купцов и злоупотреблений, его недоброжелатели объявляют его сумасшедшим.
В конце апреля 1904 года Исполатов прибывает к Соломину и признаётся в убийстве сожительницы и почтальона. Соломин говорит, что не может его арестовать, так как у него нет людей для этого, и предлагает ему пожить у себя до прибытия корабля, который отвезёт его под суд во Владивосток.
Тем временем становится известно о начале войны с Японией. На Камчатке собирают ополчение и начинают готовиться к отражению возможного десанта японцев.

### Часть вторая. Камчатка — любовь моя.
Тем временем японцы заручились поддержкой Губницкого, директора Камчатского торгово-промышленного общества, для захвата Камчатки.
Становится известно, что высадились японские войска под руководством лейтенанта Ямагато и заняли деревню Явино. Ополченцы под предводительством Исполатова и казачьего урядника Сотенного уничтожают вражеский десант, а самого лейтенанта берут в плен.
Вскоре на Камчатку прибывает Губницкий с документом с подписью министра внутренних дел Плеве. В документе написано, что Соломин отставляется от должности, а главой Камчатки назначается Губницкий. Соломин сдаёт свои дела, ополченцев разоружают. Также Губницкий освобождает лейтенанта Ямагато и в результате аферы присваивает себе весь собранный ясак. А Соломина высаживают в Охотске. Он решает предупредить государственные органы о злодеяниях Губницкого, однако не встречает понимания.
У Исполатова завязываются романтические отношения с молодой камчадалкой Натальей Ижаевой, которую местный доктор из мести отправил в колонию прокажённых (Наталья отказалась стать любовницей доктора). Они решают жить вместе. Исполатов решает поехать в Петропавловск для встречи с Соломином. Прибыв в город, он узнаёт, что Камчаткой управляет Губницкий, который хочет сдать его Ямагато для улучшения отношений с японцами. Однако Исполатов сбегает, заставив Губницкого съесть своё признание в убийстве, записанное на бумаге, и убив восемь японских солдат. Вскоре японцы пытаются захватить Исполатова в колонии прокажённых, однако им с Натальей удаётся бежать.
Война заканчивается, и японцы убираются с Камчатки. Туда в качестве ревизора прибывает Соломин. Он встречается с Исполатовым и они оба желают друг другу удачи.
Исполатов возвращается домой. Они с Натальей начинают играть с ружьём. Однако ружьё непроизвольно выстреливает (у оружия неисправность — взведённый курок плохо держится) и ранит Наташу, отчего она умирает. После этого никто на Камчатке больше не видел Исполатова.
Тем временем Соломин прибывает во Владивосток, в котором восстали солдаты и матросы.

#### Вместо эпилога. Прииск Нечаянный.
Летом 1931 года геолог Балабин в сопровождении группы вольнонаёмных рабочих и оперативного работника ОГПУ проводит изыскания золотых россыпей в бассейне Колымы (исторически — Вторая Колымская геологоразведочная экспедиция 1930 года). В долине реки Тенке они обнаруживают зимовье, где в полной изоляции от мира живёт бывший траппер. На требование оперуполномоченного назвать фамилию он иронично произносит Ипостасьев, не оставляя у читателя сомнений в том, что и эта фамилия вымышлена (ср. Ипостась). Сотруднику ОГПУ старик сдаёт четыре винтовки, оставшиеся от уничтоженной им группы беглых заключённых, а также намытое золото, схему россыпей которого он рисует для геолога.
На следующий год, Балабин обнаруживает в зимовье останки Исполатова/Ипостасьева. Свой жизненный путь герой завершил за столом, на котором в ожидании возвращения геологов разложил последнее намытое им золото. Предавая прах земле, Балабин салютует старику из исполатовской трёхстволки, а затем бросает «бюксфлинт» в могилу траппера.

## Основные персонажи
- Александр Исполатов, Сашка — охотник (траппер), бывший гвардейский офицер. В 1904 году ему 38 лет. Настоящую фамилию скрывает; по контексту его последнего диалога в конце романа вымышлена и фамилия Ипостасьев, которую он называет по требованию сотрудника ОГПУ. В молодости за убийство своей жены и её любовника был сослан сначала на Сахалинскую каторгу, а затем на строительство Транссибирской магистрали, с которого бежал за океан. В годы золотой лихорадки был старателем.
- Андрей Петрович Соломин — редактор газеты «Приамурские ведомости», назначенный начальником Петропавловского округа (уезда) Камчатской области, охватывающего всю территорию полуострова Камчатка. По возрасту около пятидесяти лет. Исторический прототипом — Антон Петрович Сильницкий.
- Михаил Сотенный — казачий урядник, позже подпоручик. Участвовал в подавлении Боксёрского восстания. После событий, описанных в романе, стал главой Камчатского рыбнадзора. В 1908 году убит японскими браконьерами. Имя прототипа — Максим Сотников.
- Блинов — низший чиновник окружного присутствия. Пожилой человек, отец студента Серёжи Блинова, погибшего в бою при отражении японского десанта.
- Егоршин — зверобой, около семидесяти лет. Участвовал в обороне Петропавловска в 1854 году.
- Никифор Сергеевич Жабин — отставной прапорщик корпуса флотских штурманов, гидрограф. Из-за несчастного случая на службе повредил ногу («на костыле прыгает»). Отремонтировал шхуну, на которой доставил ополченцев к месту ликвидации японского десанта. Линия этого персонажа в романе обрывается обещанием Жабина доставить продовольствие на Гижигу. Прототип — Цезарь Жабо.
- Никодим Авенирович Губницкий — высокопоставленный русский чиновник, коммерсант, директор Камчатского торгово-промышленного общества. В своё время был начальником Командорских островов. Измену интересам России оправдывает своими космополитическими убеждениями. После событий, описанных в произведении, умер от астмы. Прототип — Н. А. Гребницкий.
- Серафим Иванович Расстригин — купец, один из главных спекулянтов пушниной в Петропавловске. Пошёл в ополчение и погиб в бою при отражении японского десанта.
- Папа-Попадаки — купец, по национальности грек. Жулик (угнал из Таганрога баржу с зерном и сбыл в Турции) с навыками медвежатника (взлом сейфов).
- Михаил Неякин — бывший помощник начальника округа, отрешённый от должности «за грабёж меховой казны» и ожидающий отправки во Владивосток для привлечения к суду. Хронический алкоголик, член группы спекулянтов пушниной.
- Трушин — единственный медик в Петропавловске, «немолодой человек с некоторой претензией на элегантность, цепочка с брелоками и брошь в галстуке… тяжёлый взгляд». Подвержен запоям, подпал под влияние местных спекулянтов пушниной. Прототип — уездный врач В. Н. Тюшов
- Мацуока Ямагато — японский лейтенант, глава общества «Хоокоогидайё», стремящийся присоединить Камчатку к Японии.